# Acroporium cataractarum
Acroporium cataractarum là một loài rêu trong họ Sematophyllaceae. Loài này được Baumgartner & J. Froehl. mô tả khoa học đầu tiên năm 1955.